# Rob Woodall
William Robert Woodall III dit Rob Woodall, né le 11 février 1970 à Athens (Géorgie), est un homme politique américain, élu républicain de Géorgie à la Chambre des représentants des États-Unis de 2011 à 2021.

## Biographie

### Jeunesse et carrière professionnelle
Rob Woodall est originaire d'Athens dans l'État de Géorgie. Il étudie à l'université Furman, où il obtient un baccalauréat universitaire ès lettres en 1992, puis à l'université de Géorgie, dont il sort diplômé d'un Juris Doctor en 1998.
À partir de 1994, il travaille pour le représentant républicain John Linder (en), dont il est directeur de cabinet.

### Représentant des États-Unis

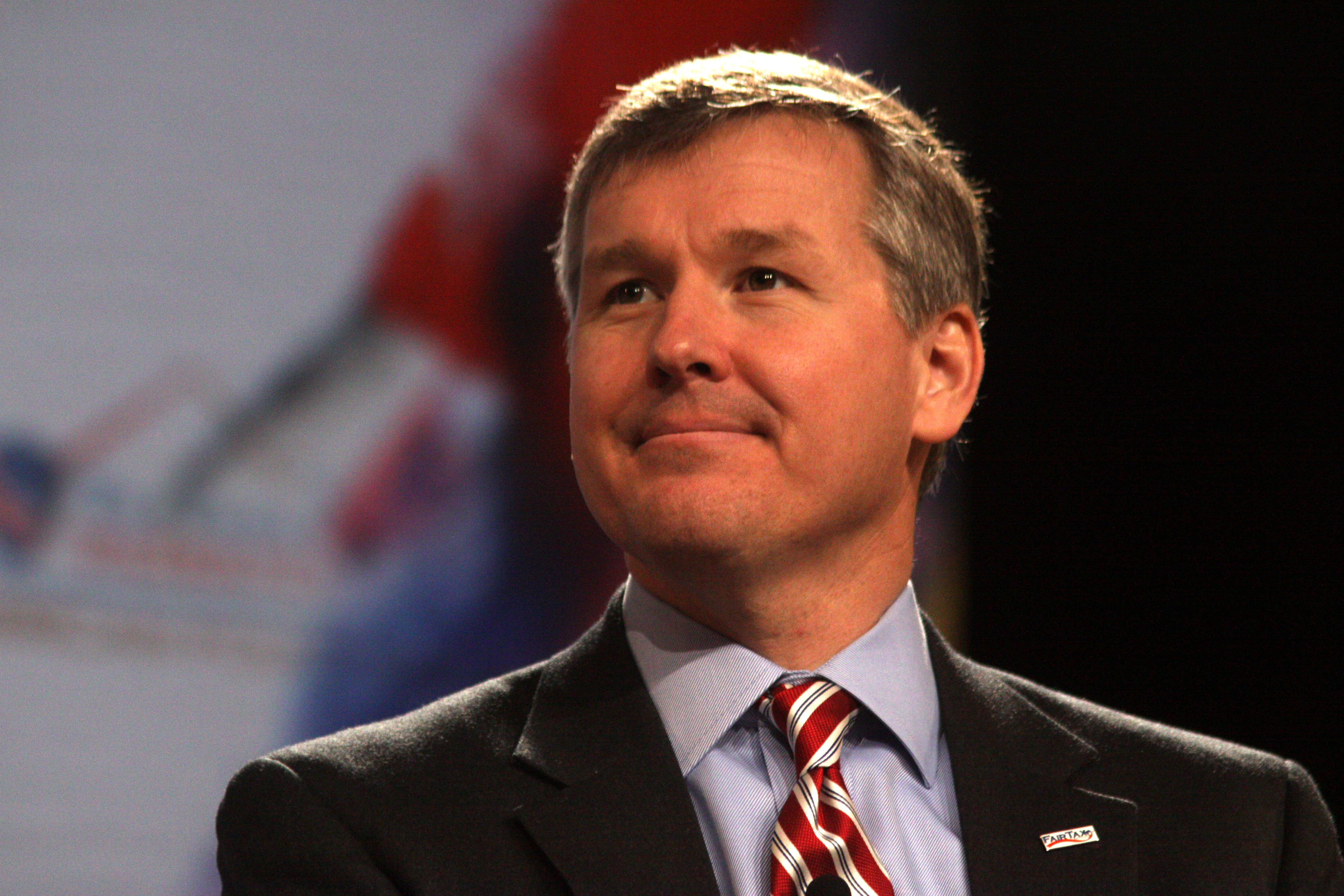
Woodall a un meeting des Tea Party Patriots en 2011.

Lorsque Linder prend sa retraite en 2010, Woodall est candidat à sa succession à la Chambre des représentants des États-Unis, dans le 7e district de Géorgie. Au second tour de la primaire républicaine, il bat Jody Hice avec 56 % des voix. En novembre 2010, il est élu représentant avec 67,1 % des voix face au démocrate Doug Heckman, dans une circonscription historiquement conservatrice. Il est facilement réélu en 2012, 2014 et 2016 avec respectivement 62,2 %, 65,4 % et 60,4 %des suffrages,. Au Congrès, Woodall siège notamment à la commission des règles (en anglais : Committee on Rules).
Lors des élections de 2018, Woodall est pour la première fois fortement concurrencé par un candidat démocrate. Dans cette circonscription de la banlieue d'Atlanta où Donald Trump n'a devancé Hillary Clinton que de 6 points en 2016, la professeure d'université Carolyn Bourdeaux lève près de 2,5 millions de dollars, le double de Woodall, qui attend la semaine avant les élections pour faire diffuser des publicités en sa faveur. L'élection est extrêmement serrée et un recomptage des voix a lieu. Trois semaines après les élections, le sortant est déclaré vainqueur par 433 voix d'avance sur la démocrate. En février 2019, il annonce qu'il ne sera pas candidat à un sixième mandat en 2020.
En février 2019, Woodall annonce qu'il ne se présente pas à l'élection de 2020.

## Positions politiques
Rob Woodall est un républicain conservateur, aligné sur les positions du président Donald Trump. Au Congrès, il milite en faveur du Fair Tax Act, visant à supprimer l'ensemble des impôts fédéraux — notamment sur les revenus et les bénéfices — pour les remplacer par une taxe sur la vente nationale.